# Neolygus contaminatus
Neolygus contaminatus is een wants uit de familie van de blindwantsen (Miridae). De soort werd het eerst wetenschappelijk beschreven door Carl Fredrik Fallén in 1807.

## Uiterlijk
De langwerpig ovaal gevormde wants heeft als volwassen dier altijd volledige vleugels en kan 5 tot 6,5 mm lang worden. De wants heeft een grasgroene kleur en is bedekt met fijne haartjes. De voorvleugels zijn groen met uitzondering van bruine gedeeltes aan de binnenrand en het begin van het gebied rond het scutellum. Het doorzichtige deel van de voorvleugels is bruin gekleurd. De pootjes zijn ook groen met uitzondering van twee donkere ringen op de dijen en bruine stekeltjes en zwarte vlekjes op de schenen. De antennes hebben een eerste segment dat groen is, een tweede segment dat bruingeel is en twee laatste segmenten met den geelgrijze kleur.   

## Leefwijze
De wantsen leven in parken en tuinen en langs bosranden op berk (Betula) maar ook op Corylus en els (Alnus) waar ze eten van knoppen,katjes en bladstengels. Er is een enkele generatie per jaar die van mei tot oktober volwassen is.

## Leefgebied
De soort is zeer algemeen in Nederland. Het verspreidingsgebied is Holarctisch, van Europa tot Azië en Noord-Amerika.